# Јахиро Казама
Јахиро Казама (јап. 風間 八宏; 16. октобар 1961) бивши је јапански фудбалер и фудбалски тренер.

## Каријера
Током каријере је играо за Бајер Леверкузен, Ајнтрахт Брауншвајг и Санфрече Хирошима.

## Репрезентација
За репрезентацију Јапана дебитовао је 1980. године. За тај тим је одиграо 19 утакмица.

## Статистика
| Јапан  | Јапан   | Јапан  |
| Година | Наступи | Голови |
| ------ | ------- | ------ |
| 1980.  | 4       | 0      |
| 1981.  | 8       | 0      |
| 1982.  | 4       | 0      |
| 1983.  | 3       | 0      |
| Укупно | 19      | 0      |